# 毛柄堇菜
毛柄堇菜（学名：Viola hirtipes）为堇菜科堇菜属的植物。分布在俄罗斯、朝鲜、日本以及中国大陆的河北、辽宁、吉林等地，生长于海拔800米的地区，一般生于林缘、阔叶林林下、灌丛或山坡草地，目前尚未由人工引种栽培。

## 别名
大深山堇菜（东北师范大学科学研究通报）